# Autoimmunologiczne zespoły niedoczynności wielogruczołowej
Autoimmunologiczne zespoły niedoczynności wielogruczołowej (ang. autoimmune polyendocrine syndromes) – heterogenna grupa rzadkich chorób autoimmunologicznych, których cechą wspólną jest niedoczynność kilku gruczołów wydzielania wewnętrznego. 
Należą tu:
- autoimmunologiczny zespół niedoczynności wielogruczołowej typu 1
- autoimmunologiczny zespół niedoczynności wielogruczołowej typu 2
- autoimmunologiczny zespół niedoczynności wielogruczołowej typu 3